# Derryclare
Derryclare (iriska: Binn Doire Chláir) är ett berg i republiken Irland.   Det ligger i grevskapet County Galway och provinsen Connacht, i den västra delen av landet, 230 km väster om huvudstaden Dublin. Toppen på Derryclare är 650 meter över havet, eller 96 meter över den omgivande terrängen. Bredden vid basen är 1,1 km.
Terrängen runt Derryclare är kuperad norrut, men söderut är den platt.Runt Derryclare är det mycket glesbefolkat, med 4 invånare per kvadratkilometer. Närmaste större samhälle är Clifden, 15,4 km väster om Derryclare. Trakten runt Derryclare består i huvudsak av gräsmarker.